# Samurai Swords
Samurai Swords ist ein strategisches Kriegsspiel in Brettspielform. Das Spiel erschien 1986 und wurde zunächst unter dem Namen Shogun veröffentlicht. Aufgrund von Namenskonflikten mit dem Spiel „James Clavell's Shogun“ wurde es 1995 umbenannt und neu veröffentlicht. 2011 ist es bei Hasbro/Wizards of the Coasts unter dem Label Avalon Hill als Ikusa neu aufgelegt worden. 1987 wurde es mit dem Origins Award/Brettspiele als bestes Spiel für den Zeitraum vor 1900 ausgezeichnet.

## Szenario
Samurai Swords spielt zur Zeit des japanischen Bürgerkriegs im 16. Jahrhundert. Verschiedene Fürsten streiten dabei um die Macht. Um den Titel Shōgun zu erlangen, heben sie Armeen aus, die von mächtigen Daimyos geführt werden, bauen Befestigungen und heuern tödliche Ninjas an. Mit Samurai, zahlreichen Ashigaru-Kämpfern und geheimen Strategien versuchen sich die Fürsten so lange durchzusetzen, bis nur noch einer der Herrscher über Japan sein wird.

## Ausstattung
Dem Szenario entsprechend ist auch die Ausstattung japanisch gehalten. Der Spielplan zeigt eine in 72 Regionen aufgeteilte Japankarte. Auf dieser ist Platz für die 360 Militäreinheiten in 5 Farbsätzen. Dazu kommen die Geldeinheiten (Koku), 5 japanische Schwerter, Burgen und neutrale Ronin. Kampfmarkierungen, Würfel und Schaumstoffständer komplettieren die Ausstattung. Auch Karton und Spielanleitung bleiben durch eingestreute japanische Schriftzeichen dem Szenario treu.

## Spielprinzip
Jeder Spieler übernimmt die Rolle eines japanischen Fürsten. In dessen Rolle versucht man, durch das Besetzen der verschiedenen Spielfelder sein Steuereinkommen und seinen Einfluss zu erhöhen. Dazu baut man Truppen und führt genretypische Eroberungsfeldzüge durch.
Zu Anfang einer Runde verteilt jeder Spieler sein Geld verdeckt auf unterschiedliche Aktionen, wie den Truppenbau, das Privileg des ersten Zuges, das Anheuern von Söldnern (Ronin), das Kaufen des Ninjas und den Bau von Befestigungen in Form von Burgen bzw. Festungen. Dabei haben in der Spielmechanik alle Elemente ihre Berechtigung. Die Ronin werden gebraucht, um schnell Truppen ausheben zu können, da das Nachproduzieren in jeder Region begrenzt ist.
Der Ninja kann für die Spionage beim Gegner verwendet werden oder um die Daimyos, die die insgesamt drei Armeen jedes Spielers anführen, vorübergehend auszuschalten. Jeder Daimyo bekommt Erfahrung durch gewonnene Kämpfe, wodurch die Armeen immer stärker und damit auch gefährlicher werden. Diese Erfahrung geht bei dem Verlust des Daimyos verloren. Allgemein bilden die Armeen das Herz von Samurai Swords. Verliert ein Spieler seine komplette Armee, scheidet er aus dem Spiel aus.
Die Schlachten selber werden mit Hilfe von 12-seitigen Würfeln ausgewürfelt. Jedem Truppentyp ist ein bestimmter Wert zugeordnet, mit dem seine Kampfkraft dargestellt wird. Beispielsweise besitzt ein Speerkämpfer, der nur ein Bauernkrieger ist, einen Wert von 4 und der Daimyos, als ausgebildeter Samurai, einen Wert von 6. Der jeweilige Wert muss beim Würfeln unterboten werden, um einen Verlust beim Gegenspieler zu erzielen.

## Kritik
Das Spielprinzip erinnert mit dem Erobern von Regionen und ausgewürfelten Schlachten an Risiko. Durch das versteckte Einteilen der Koku und die unterschiedlichen Truppentypen erscheint Samurai Swords als komplexer und taktischer.  Insgesamt gilt Samurai Swords als ein schnelleres und aktionsreicheres Spiel als andere aus der Gamemaster Series. Es heißt, dass es im Spiel mit zwei oder drei Personen zu Balancingproblemen kommen kann. Optimal laufe das Spiel nur für fünf Mitspieler. Auch soll die ausgeloste Startaufstellung oft keinen unbedeutenden Anteil am Ausgang des Spiels haben.
Ein weiteres Problem entsteht aus der Stärke der Armeen: Zum einen führt der Kampf zwischen Armeen oftmals zu einer lang andauernden Materialschlacht, der die anderen Mitspieler nur unbeteiligt zusehen können, zum anderen ist der Gewinner einer solchen Schlacht anschließend ebenfalls so aufgerieben, dass er leichte Beute für die unbeteiligten Mitspieler ist. Dieses Dilemma führt oft zu einer langen und langweiligen Endphase des Spiels, in der keiner den ersten Schritt wagt, da er sonst sehr wahrscheinlich verlieren würde. Der Spieleautor Bruno Faidutti sagt darüber, es sei ein reichhaltiges und gut balanciertes Brettspiel.

## PC-Umsetzungen
Samurai Swords/Shogun inspirierte Shogun, den ersten Teil der Total-War-Serie.